# Bataille de Tres Castillos
Guerre de Victorio
La bataille de Tres Castillos est une bataille des guerres apaches qui eut lieu du 14 au 15 octobre 1880 dans l’État de Chihuahua, au Mexique. Elle a entraîné la mort du chef des Apaches Chiricahuas Victorio, et la mort ou la capture de la plupart de ses compagnons. Cette bataille mit fin à la guerre de Victorio, une odyssée de 14 mois de combats et de cavale dans le sud du Nouveau-Mexique, l’ouest du Texas et l'État de Chihuahua. 

## Déroulement de la bataille

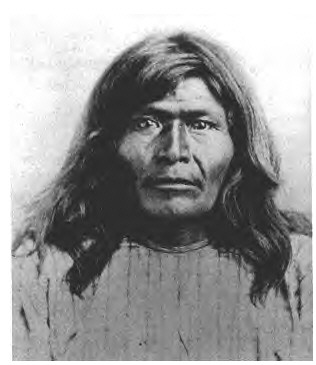
Victorio avait environ 55 ans quand il fut tué.

En 1879 le chef des Chiricahuas, Victorio, et ses partisans sont expulsés de leur terre natale et de leur réserve d'Ojo Caliente, au Nouveau-Mexique. Ils sont transférés dans la réserve de San Carlos en Arizona. Le 21 août 1879, Victorio et 80 guerriers  s'enfuient avec femmes et enfants. Victorio est rejoint par d’autres Apaches, surtout des Mescaleros, et son armée atteint alors 200 guerriers, une force exceptionnelle réunie autour d'un seul chef.
Pendant 14 mois, Victorio mène une guérilla contre les soldats et les civils américains et mexicains dans le sud du Nouveau-Mexique, l’ouest du Texas et le nord du Mexique. Il livre plus d’une douzaine de batailles et d’escarmouches et mène des raids dans plusieurs villages. Plusieurs milliers de soldats américains et mexicains, ainsi que des éclaireurs indiens, le poursuivent. Bien qu’il remporte dans un premier temps la plupart des batailles, les forces déployées contre lui deviennent écrasantes,,.
Le talon d’Achille de Victorio est le réapprovisionnement en munitions, et pour l’obtenir il doit le voler ou échanger du bétail et des chevaux volés aux Américains et aux Mexicains. La réserve des Apaches Mescaleros près de Fort Stanton au Nouveau-Mexique était pour lui une source d’approvisionnement, mais après la bataille d'Hembrillo en avril 1880, l’armée américaine réprime sévèrement les Mescaleros et occupe leur réserve,.
En mai 1880, Victorio subit sa première défaite des mains mêmes de ses compatriotes apaches à la rivière Palomas dans les Black Range du Nouveau-Mexique, près du hameau de Chloride. Il conduit sa bande au Mexique pour un répit, y vole beaucoup de bétail et revient dans l’ouest du Texas en juillet, tentant de conduire son bétail à la réserve des Mescaleros où il espère l’échanger contre des munitions. Cependant, au Texas, il affronte un autre guerrier vétéran, le colonel Benjamin Grierson, commandant du 10e régiment de cavalerie (en) composé de soldats afro-américains, les Buffalos Soldiers. Grierson adopte une nouvelle stratégie pour combattre Victorio. Plutôt que de le poursuivre, comme l’ont fait tous les militaires précédents, Grierson adopte une tactique défensive en occupant les sources d'eau, les passages de rivière et les cols de montagne. Son but est de bloquer l’accès de Victorio au Nouveau-Mexique, les approvisionnements en munitions et l’empêcher d’accéder aux points d’eau dans le désert. De plus, Grierson collabore avec les troupes mexicaines qui traversent le rio Grande jusqu’au Texas pour se joindre à la poursuite de Victorio. Grierson est incapable de vaincre Victorio au combat mais l’empêche de se rendre au Nouveau-Mexique et de se ravitailler en munitions.
Victorio se replie de nouveau au Mexique vers le 13 août 1880. Sa bonne fortune est alors déclinante, ses forces se réduisant du fait des désertions de partisans qui trouvent les difficultés de la campagne de plus en plus insurmontables.

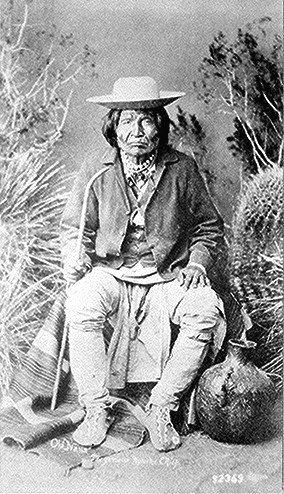
Nana était le lieutenant de Victorio, absent durant la bataille, il survécut et continua la lutte en 1881.

Plutôt que de se réfugier dans ses bastions de montagne habituels, Victorio choisit de se reposer dans une plaine désertique isolée avec un petit lac et trois rochers appelés Tres Castillos (les Trois Châteaux). Il explique à ses hommes que leurs ennemis les chasseront dans les montagnes plutôt que de les rechercher dans le désert. Il envoie son lieutenant, Nana, avec quelques hommes, pour se procurer des munitions. Victorio et ses partisans fourbus connaissent un petit répit dans le désert de Chihuahua, atteignant Tres Castillos début octobre. Pendant ce temps les forces mexicaines et américaines fouillent en vain le nord du Mexique.

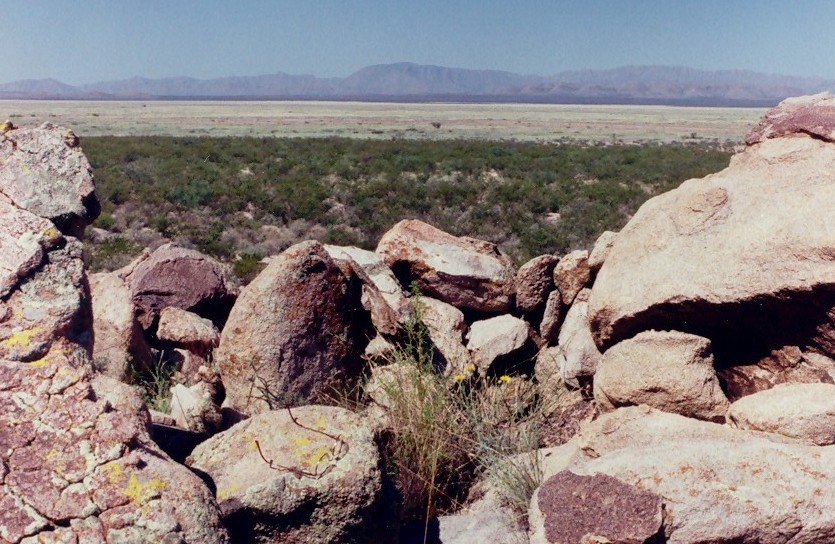
Tres Castillos. Vue des combattants de Victorio depuis les rochers.

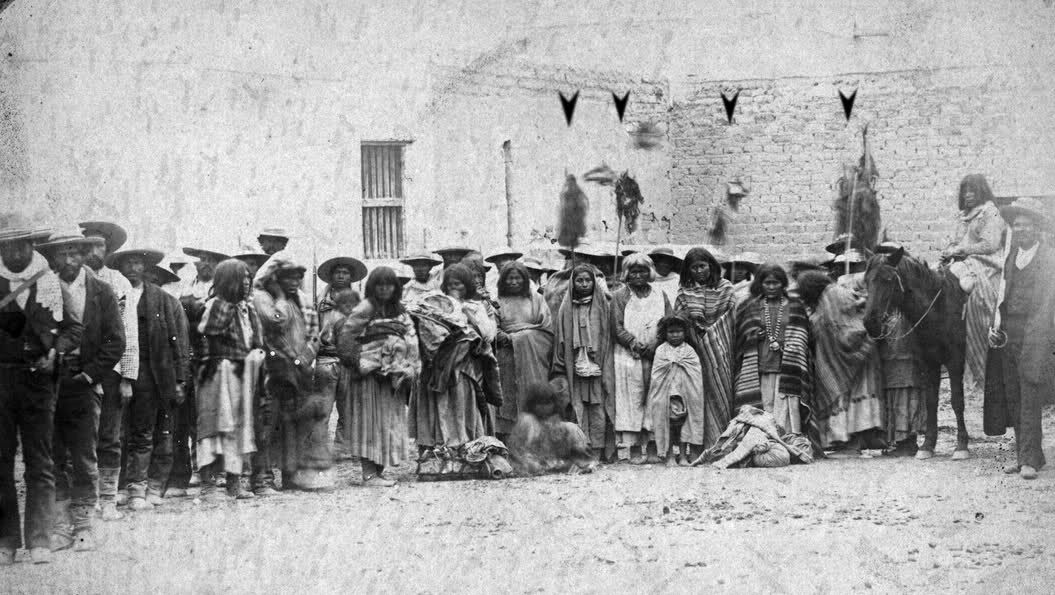
Prisonniers apaches capturés à Tres Castillos. Des scalps sont accrochés sur des poteaux à l'arrière plan.

Le 29 septembre, le commandant des forces mexicaines de l'État de Chihuahua, le colonel Joaquin Terrazas, rassemble 350 hommes et quelques volontaires au lac Tres Patos à 200 kilomètres au nord-ouest de Tres Castillos. Le 1er octobre, ses troupes se séparent en plusieurs groupes et traversent le désert vers l’est. Terrazas trouve un étang boueux avec du bétail fraîchement abattu à proximité, ce qui indique que Victorio et sa bande sont passés par là. Le 8 octobre, un de ses éclaireurs Tarahumara signale que Victorio pourrait se trouver dans la direction de Tres Castillos, à 70 kilomètres de distance. Terrazas congédie 90 civils de ses forces et marche sur le sud avec 260 hommes. Il encercle les Apaches et tuent 62 hommes, dont Victorio, plus 16 femmes et enfants. Ils capturent 68 femmes et enfants. Seuls trois Mexicains furent tués, Victorio ayant trop peu de munitions pour résister à l’attaque.
L'historien Dan L. Thrapp a qualifié la bataille de Tres Castillos de « massacre plutôt que bataille » en raison de la pénurie de munitions des Apaches. Les hommes de Victorio qui étaient absents à ce moment-là, et qui ont ainsi survécu au massacre, dont Nana, se sont vengés par la suite. Neuf soldats mexicains furent tués dans une embuscade. Nana conduisit les survivants jusqu'à un refuge dans la Sierra Madre occidentale et en 1881 il entreprit une longue et fructueuse razzia aux États-Unis.